# Unión Democrática (Bosnia y Herzegovina)
Unión Democrática (en serbio: Демократски савез, DEMOS) es un partido político en la República Srpska, Bosnia y Herzegovina. Su líder es Nedeljko Čubrilović, expresidente de la Asamblea Nacional de la República Srpska.

## Historia
Unión Democrática fue fundada el 22 de diciembre de 2018 por Nedeljko Čubrilović, expresidente de la Asamblea Nacional de la República Srpska, quien abandonó la Alianza Popular Democrática en noviembre de 2018.

## Presidentes
| # | Nombre (Nacimiento–Fallecimiento) | Retrato | Duración en el cargo    | Duración en el cargo |
| - | --------------------------------- | ------- | ----------------------- | -------------------- |
| 1 | Nedeljko Čubrilović (n. 1953)     |         | 22 de diciembre de 2018 | presente             |

## Resultados electorales

### Asamblea Parlamentaria de Bosnia y Herzegovina
| Año  | Candidato           | #    | Voto popular | %     | HoR  | +/-   | HoP  | +/-   | Gobierno |
| ---- | ------------------- | ---- | ------------ | ----- | ---- | ----- | ---- | ----- | -------- |
| 2022 | Nedeljko Čubrilović | 12vo | 30,591       | 1.93% | 1/42 | Nuevo | 0/15 | Nuevo | Apoyo    |

### Asamblea Nacional de la República Srpska
| Año  | Candidato           | #   | Voto popular | %     | # de escaños | +/-   | Coalición | Gobierno  |
| ---- | ------------------- | --- | ------------ | ----- | ------------ | ----- | --------- | --------- |
| 2022 | Nedeljko Čubrilović | 6to | 34,898       | 5.46% | 5/83         | Nuevo | —         | Coalición |